# 远安鹿苑
远安鹿苑是黄茶的一种，产于湖北省远安县鹿苑寺一带。以揉捻后久堆焖黄的方式制作。色泽金黄，香气馥郁芬芳，汤色杏黄明亮，滋味醇厚甘凉。